# Twizel
Twizel je město na novozélandském Jižním ostrově v regionu Canterbury, největší sídlo distriktu Mackenzie. Podle sčítání lidu z roku 2013 mělo město 1 137 obyvatel, což činí nárůst o 11,8 % oproti roku 2006. Během léta se populace města až ztrojnásobuje.

## Dějiny
Město bylo založeno v roce 1968 na zelené louce jako ubytování pro pracovníky podílející se na výstavbě vodního díla Upper Waitaki Hydroelectric Scheme. Vodní dílo se skládá z 50 km kanálů, dvou přehrad, čtyř hydroelektráren (Tekapo B, Ohau A, B a C) a vybudované vodní nádrže Lake Ruataniwha. V době vrcholu v 70. letech 20. století mělo město kolem 6 000 obyvatel. Město bylo postaveno ve „skandinávském“ stylu s městským okruhem a pěšími zónami, takže je doprava pěšky často významně kratší než jízda autem. Obchody, školy a rekreační park tvoří centrum na které jsou napojené obytné zóny. Předchozí verze tohoto uspořádání byla vyzkoušena ve vesnici Otematata.

## Geografie
Městským obchvatem vede dálnice State Highway 8, vedoucí zhruba 100 km severním směrem do Fairlie a zhruba 35 km na jih do Omarama. Za městem se nachází malé letiště Pukaki Airport. Město se nachází v tzv. oblasti tmavé oblohy, která je uznaná organizací Dark Sky Association.